# Quissac, Gard
Quissac (okcitansko Quiçac) je naselje in občina v južnem francoskem departmaju Gard regije Languedoc-Roussillon. Naselje je leta 2011 imelo 2.860 prebivalcev.

## Geografija
Kraj leži v pokrajini Languedoc ob reki Vidourle, 34 km zahodno od Nîmesa.

## Uprava
Quissac je sedež istoimenskega kantona, v katerega so poleg njegove vključene še občine Bragassargues, Brouzet-lès-Quissac, Cannes-et-Clairan, Carnas, Corconne, Gailhan, Liouc, Orthoux-Sérignac-Quilhan, Saint-Théodorit, Sardan in Vic-le-Fesq s 6.743 prebivalci.
Kanton Quissac je sestavni del okrožja Le Vigan.